# Thành Đắc Thần
Thành Đắc Thần (chữ Hán: 成得臣, bính âm: Chéng Déchén; ?-632 TCN), tên tự là Tử Ngọc (子玉), là tướng nước Sở thời Xuân Thu trong lịch sử Trung Quốc.

## Làm tướng quốc nước Sở
Năm 639 TCN, Tống Tương công hội chư hầu ở đất Tống, triệu kiến Sở Thành vương. Sở Thành vương nhận lời đến hội, mang Thành Đắc Thần đi theo. Ông hiến kế cho Sở Thành vương bắt vua Tống. Khi ra hội, khi cử người làm chủ, các nước Sái, Trịnh, Tào, Trần, Hứa đều sợ nước Sở mạnh nên ngả theo Sở Thành vương. Thành vương đặt phục binh, chờ Tống Tương công đến liền bắt giữ, sau đó đem quân đánh nước Tống, nước Tống cố sức phòng thủ, Sở Thành vương đánh mãi không được, sau phải thả Tống Tương công.
Năm 638 TCN, thấy nước Trần bỏ Sở theo Tống, Sở Thành vương sai Thành Đắc Thần mang quân đánh Trần. Thành Đắc Thần dẫn quân chiếm ấp Tiêu và ấp Di của nước Trần. Trần Mục công phải thần phục xin giảng hòa. Sau khi chiến thắng trở về, Thành Đắc Thành được Sở Thành vương phong làm Lệnh doãn (tướng quốc).
Cùng năm, Công tử Trùng Nhĩ nước Tấn chạy loạn đến Sở. Sở Thành vương rất trọng thị Trùng Nhĩ, mở yến tiệc thiết đãi, hỏi Trùng Nhĩ rằng sau này sẽ báo đáp nước Sở thế nào, Trùng Nhĩ trả lời rằng:
"Nếu hai nước phát sinh chiến tranh, nước Tấn sẽ lui nhường nước Sở 3 xá".
Thành Đắc Thần nghe thế đoán trước được chí lớn của Trùng Nhĩ và khuyên Sở Thành vương ra tay trước giết Trùng Nhĩ để trừ hậu họa, tuy nhiên vua Sở không nghe. Sau đó Trùng Nhĩ đến nước Tần, được vua Tần đưa về nước lên ngôi tức Tấn Văn công.

## Thất bại ở Thành Bộc
Năm 633 TCN, Sở Thành vương bao vây nước Tống. Tống Thành công cầu viện nước Tấn. Tấn Văn công sai quân đánh Sở để cứu Tống.
Năm 632 TCN, tướng Tấn là Tiên Chẩn hiến kế bắt nước Tào và nước Vệ cắt đất cho nước Tống khiến Sở Thành vương phải rút quân khỏi nước Tống để sang cứu Tào và Vệ.
Tháng 4 năm 632 TCN, Sở Thành vương muốn giảng hòa với Tấn, nhưng Thành Đắc Thần đòi giao tranh với quân Tấn. Sở Thành vương giận Đắc Thần, chỉ cấp cho ít quân.
Thành Đắc Thần sai sứ là Uyển Xuân đến gặp Tấn Văn công đề nghị phục ngôi cho vua Tào Cộng công và Vệ Thành công thì quân Sở sẽ thôi đánh Tống. Tấn Văn công bắt giữ Uyển Xuân, không đàm phán với Đắc Thần rồi ngầm giao hẹn với Vệ Thành công và Tào Cộng công sẽ phục ngôi cho hai người nếu họ tuyệt giao với nước Sở. Vua Tào và vua Vệ chấp nhận làm theo Tấn Văn công.
Thành Đắc Thần thấy hai chư hầu Tào, Vệ tuyệt giao Sở để theo Tấn, nổi giận thúc quân đánh Tấn. Tấn Văn công giữ đúng giao ước với Sở Thành vương, hạ lệnh quân Tấn lui 3 xá để nhường quân Sở, tới Thành Bộc. Tuy nhiên Thành Đắc Thần đang hăng hái không chịu lui binh, tiếp tục thúc quân Sở tiến lên truy kích.
Tấn Văn công đóng quân ở Thành Bộc, có quân các nước Tống, Tề, Trần hội binh hỗ trợ. Phía quân Sở có quân Trịnh theo giúp. Ngày Kỷ Tị, hai bên đánh nhau to ở Thành Bộc. Quân Tấn đại thắng quân Sở. Thành Đắc Thần mang tàn quân tháo chạy.

## Tự tử
Sở Thành vương giận Thành Đắc Thần, muốn bức tử Thành Đắc Thần nói với ông:"Nếu ngươi hồi quốc, phụ lão lưỡng huyện Thân Tức sẽ làm gì ngươi?". Thành Đắc Thần bèn rút gươm tự tử.
Nghe tin Sở Thành vương trách tội khiến Thành Đắc Thần phải tự tử, Tấn Văn công mới hết lo việc chiến tranh với nước Sở và sau đó hội chư hầu, trở thành một trong Xuân Thu Ngũ bá.